# Montaut-les-Créneaux
 Montaut-les-Créneaux  es una población y comuna francesa, ubicada en la región de Mediodía-Pirineos, departamento de Gers, en el distrito de Auch y cantón de Auch-Nord-Ouest.

## Demografía
| 521 | 474 | 433 | 510 | 612 | 618 |
| Para los censos de 1962 a 1999 la población legal corresponde a la población sin duplicidades (Fuente: INSEE [Consultar]) |     |     |     |     |     |